# آنا إيفاشكيفيتش
آنا إيفاشكيفيتش (بالانجليزية: Anna Iwaszkiewicz) (وُلدت باسم آنا ليلبوب، واسمها الأدبي آدم بودكوينسكي؛ 17 ديسمبر 1897 – 23 ديسمبر 1979) كانت كاتبة ومترجمة بولندية، وزوجة الكاتب البولندي الشهير ياروسواف إيفاشكيفيتش.

## الحياة المبكرة
وُلدت آنا في عائلة ليلبوب الثرية في وارسو، وهي عائلة صناعية مرموقة من أصول ألمانية-بولندية. تلقت تعليمها في مدارس خاصة، وأتقنت عدة لغات أجنبية من بينها الفرنسية والألمانية، مما ساعدها لاحقاً في عملها كمترجمة.

## الحياة الأدبية
كتبت آنا تحت الاسم المستعار "آدم بودكوينسكي"، ونشرت مقالات وقصصًا قصيرة في مجلات أدبية بولندية في عشرينيات وثلاثينيات القرن العشرين. كما ترجمت إلى البولندية أعمالاً من الأدب الفرنسي والروسي، وكانت لها مساهمات بارزة في التعريف بالثقافة الأوروبية في بولندا ما بين الحربين العالميتين.

## الحرب العالمية الثانية
خلال الاحتلال الألماني لبولندا، لعبت آنا وزوجها دورًا مهمًا في إنقاذ اليهود من الاضطهاد النازي. في منزلهم في سيتشيني (Stawisko)، وفروا المأوى والوثائق المزورة لعدد من اليهود، ما عرضهم للخطر في ظل القوانين الألمانية التي كانت تعاقب بالإعدام على مثل هذه الأفعال.

## التكريم
اعترافاً بشجاعتها، مُنحت آنا وزوجها بعد وفاتهما لقب شرفاء بين الأمم من قبل مؤسسة ياد فاشيم الإسرائيلية.

## الحياة اللاحقة
بعد الحرب، واصلت آنا نشاطها الأدبي والثقافي، وظلت شخصية مرموقة في الأوساط الأدبية البولندية حتى وفاتها في عام 1979 بمنزلها في ستاويسكا.